# Die Handschrift von Saragossa
Die Handschrift von Saragossa bzw. Die Abenteuer in der Sierra Morena (im französischen Original Manuscrit trouvé à Saragosse) ist ein Roman von Jan Graf Potocki (1761–1815). Der Titel erklärt sich daraus, dass sich das Werk in einem kurzen Vorwort des „Herausgebers“ als ein altes Manuskript ausgibt, das letzterer während der Napoleonischen Kriege auf der Iberischen Halbinsel in einem verfallenen Gebäude nahe der spanischen Stadt Saragossa gefunden haben will.

## Entstehung und Veröffentlichung
Der polnische Adelige Jan Potocki, den seine Zeitgenossen v. a. als Forschungsreisenden, Ethnographen und Historiker kannten, ist heute hauptsächlich als Verfasser des Romans bekannt, an dem er etwa von 1797 bis zu seinem Tod 1815 arbeitete. Die Publikationsgeschichte ist selbst romanhaft: Zu Potockis Lebzeiten erschienen nur Privatdrucke in Kleinstauflagen mit Teilen des französischen Textes. Nach Potockis Freitod ging das von ihm zur Drucklegung nach Paris geschickte vollständige Manuskript verloren und konnte trotz der von Puschkin angeregten Nachforschungen nicht wieder aufgefunden werden. Dafür erschienen mehrere Raubdrucke, so dass Potockis Urheberschaft erst durch einen Gerichtsprozess wieder bekannt wurde. Eine vollständige, aber unzuverlässige polnische Übersetzung des Romans erschien 1847. Obwohl inzwischen weitere Textteile in Potockis „Handschrift“ aufgetaucht sind, bleibt die Wiederherstellung des Textes eine Rekonstruktionsarbeit: Noch in der aktuellen französischen Ausgabe von 1989 mussten ca. 15 % des Textes aus der polnischen Übertragung rückübersetzt werden, während der Rest mehr oder minder sicher im französischen Original überliefert ist.

## Aufbau und Inhalt
Nach dem Vorbild der Erzählungen aus Tausendundeiner Nacht sowie Erzählzyklen der Renaissance (Giovanni Boccaccios Decamerone, Margarete von Navarras Heptaméron) besteht Die Handschrift von Saragossa aus einer Rahmenerzählung, in die zahlreiche Geschichten eingebettet sind. Der jugendliche (und teils etwas naive) Held, Alphonse (bzw. Alfonso) van Worden, muss die unwirtliche Sierra Morena im Hochland von Spanien durchqueren, gerät dabei in zahlreiche Abenteuer, insbesondere (scheinbare) Spuk- und Gespenstergeschichten, und begegnet zahlreichen teils obskuren, teils faszinierenden Personen, welche die eingebetteten Geschichten erzählen.
Es handelt sich narrativ nicht um eine lineare Abfolge. Die Geschichten sind vielmehr auf bis zu sechs Ebenen ineinander verschachtelt, unterbrechen einander, greifen ineinander über, indem Personen aus einer Geschichte in einer anderen wiederauftauchen, und unterminieren das scheinbar schlichte Rahmenprinzip vollends, indem Parallelen zwischen einzelnen Geschichten und der Rahmenhandlung auftreten oder beide gar ineinander übergehen. So löst sich die althergebrachte Form der Rahmenerzählung in ein „Kaleidoskop“ (Roger Caillois) von Geschichten auf, deren genauen Zusammenhang der Leser wie bei einem Kriminalroman erst am Buchende durchschaut. Durch diese einzigartige Struktur greift Potocki literarischen Experimenten des 20. Jahrhunderts vor, etwa Franz Kafka, Jorge Luis Borges oder postmodernen Autoren.

## Rezeption und Adaptionen
Der Roman wurde 1964 unter der Leitung von Wojciech Jerzy Has in Polen als Schwarzweißfilm unter dem gleichen Titel verfilmt. Die Hauptrollen spielten Zbigniew Cybulski, Kazimierz Opaliński, Elżbieta Czyżewska, Iga Cembrzyńska und Joanna Jędryka. Der Film fand viele Bewunderer unter den Protagonisten der 68er-Bewegung, insbesondere bei dem Grateful-Dead-Gitarristen Jerry García.
Die Filmmusik stammt aus der Feder des polnischen Komponisten Krzysztof Penderecki.
Frei nach dem Roman entstand 1968 in Frankreich die vierteilige Fernsehserie La duchesse d'Avila, die allerdings erst 1973 ausgestrahlt wurde. 1975 wurde die Serie unter dem Titel Abenteuer in der Sierra Morena im DDR-Fernsehen ausgestrahlt.
Der spanisch-kanadische Komponist José Evangelista schrieb 2001 eine Oper nach dem Libretto von Alexis Nouss (UA Société de musique contemporaine du Québec (SMCQ)).
Der italienische Regisseur Alberto Rondalli adaptierte den Roman 2017 in einem Spielfilm mit dem Titel Agadah.

## Zitate
- „Ich kann nicht begreifen, welche Tollheit sich der Köpfe der Katalonier bemächtigte; sie glaubten, ganz Europa die Stirn bieten zu können.“ – 60. Tag

## Wichtige Ausgaben des Romans (Auswahl)
- Manuscrit trouvé à Saragosse. Herausgegeben von Roger Caillois. Paris 1958.
- Die Handschrift von Saragossa. Herausgegeben von Roger Caillois, übersetzt von Louise Eisler-Fischer und Maryla Reifenberg. Insel, Frankfurt am Main, 1961. Lizenzausgabe: Büchergilde Gutenberg, Frankfurt am Main 1969. Taschenbuchausgabe 1975 (2 Bd. mit Bildern von Goya): ISBN 3-458-01839-5.
- Die Handschrift von Saragossa oder die Abenteuer in der Sierra Morena. Herausgegeben von Leszek Kukulski, übersetzt von Werner Creutziger (franz.) und Kurt Harrer (poln.). Aufbau, Berlin 1962. Neuausgaben: Haffmans, Zürich 1984, ISBN 3-251-20011-9; Aufbau, Berlin 2005, ISBN 3-351-03051-7; Zweitausendeins, Frankfurt am Main 2009, ISBN 978-3-86150-901-1.
- Manuscrit trouvé à Saragosse. Herausgegeben von René Radrizzani. Corti, Paris 1989, ISBN 2-7143-0314-5. Neuausgabe: Corti, Paris 1992, ISBN 2-7143-0364-1.
- Die Handschrift von Saragossa. Übersetzt von Manfred Zander, Nachwort von Karl Markus Michel. Haffmans, Zürich 2000, ISBN 3-251-20311-8. Neuausgabe mit Nachwort von René Radrizzani: Kein & Aber, Zürich 2003, ISBN 3-0369-5118-0. Taschenbuchausgabe: Fischer Taschenbuch, Frankfurt am Main 2011, ISBN 978-3-596-90337-5.

## Sekundärliteratur
- Elzbieta Grabska-Wallis (Red.): Potocki et le manuscrit trouvé à Saragorre (Kongressakten). Centre de civilisation française de l'université Varsovie, Warschau 1981.
- Jan Herman (Red.): Le manuscrit trouvé à Saragosse et ses intertextes. Actes du colloque. Peeters, Louvain 2001, ISBN 90-429-0989-7.
- Günter von Kirn: Potockis „Die Abenteuer in der Sierra Morena“. Univ.-Diss., Hannover 1982.
- Karl Markus Michel: Rund um den Galgen von Los Hermanos oder Die schlimmen Geschichten des Grafen P. In: Frankfurter Hefte 17 (1962), S. 135–140.
- Volker Neuhaus: Typen multiperspektivischen Erzählens. Böhlau, Köln 1971, ISBN 3-412-00871-0. (enthält eine Analyse von Potockis Erzähltechnik)
- Lena Seauve: Labyrinthe des Erzählens. Jean Potockis ‚Manuscrit trouvé à Saragosse‘ (= Studia Romanica; Band 193). Universitätsverlag Winter, Heidelberg 2015, ISBN 978-3-8253-6445-8.
- Katarzyna Bartoszyńska: From Fantastic to Familiar: Jan Potocki’s "Manuscript Found in Saragossa". In: Nineteenth-Century Contexts. 37:4, 2015, S. 283–300; DOI:10.1080/08905495.2015.1055875.